# Гражданский кодекс для Восточной Галиции 1797 года
Гражданский кодекс Восточной Галиции 1797 года (лат. Codex civilis pro Galicia Orientali, в немецкоязычной литературе известный как нем. Westgalizische Gesetzbuch) — акт гражданского законодательства Австрийской империи, разработанный в 1790 — 1797 годах и введён в действие на территории коронного края 1797 года. Это была одна из первых новейших гражданских кодификаций в Европе.

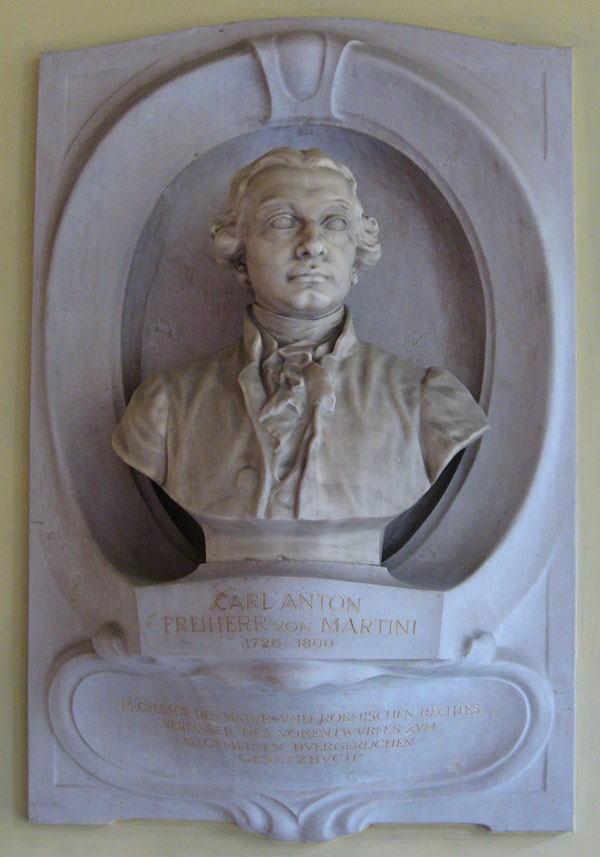
Бюст создателя Гражданского кодекса Восточной Галиции Карла Антона Мартини в главном корпусе Венского университета

Для подготовки проекта кодекса 2 апреля 1790 года была образована комиссия под председательством профессора-цивилиста Венского университета Карла Антона Мартини. До будущего документа вошло много положений из трудов этого учёного. Кодекс заключён под влиянием политики просвещённого абсолютизма и видел цель гражданского права в "творении добра и справедливости, а также в расширении общего блага" (ст. 1 гл. 1). Кодекс основывался на естественном праве и был построен по институционной системе. В нём было много заимствований из римского права . Состоял из трёх непоименованных частей, поделённых на разделы и параграфы, в целом вмещал 638 параграфов. Первая часть этого кодифицированного акта содержала общие положения гражданского права и нормы семейного права и регулировала личные статусы (хозяев, домочадцев, слуг); вторая его часть касалась имущественного и наследственного права, а третья была посвящена праву обязательств.
Принят Кодекс, даже после его официальной санкции, имел много законодательных изъянов и откровенных речевых ошибок, что значительно затрудняло его применение на практике.
Гражданский кодекс 1797 был заменён на австрийский гражданский кодекс 1811 года. Собственно именно Гражданский кодекс Восточной Галиции от 1797 года и был положен в основу Гражданского кодекса Австрии 1811 года.

### Публикации Кодекса и литература
- Codex civilis pro Galicia occidentali. — Wien, 1797.
- Гражданский кодекс Восточной Галиции 1797 г. = Codex civilis pro Galicia Orientali anni MDCCXCVII / Под ред. О. Кутателадзе и В. Зубаря; пер. с лат. А. Гужвы. — Одесса; М.: Статут, 2013. — 534, [1] с. — Текст русск., латин. — 1000 экз. — ISBN 978-5-8354-0942-6.